# 다비토촌
다비토촌(田人村)은 후쿠시마현 이와키군에 있던 촌이다. 1966년 10월 1일 다비토촌 등 14개 시·정·촌이 합병하여 이와키시가 신설되고 폐지되었다.

## 지리
이와키시 남서부에 위치하고 있다.

## 역사
- 1889년 - 3촌이 합병해 다비토촌이 되었다.
- 1941년 - 다비토촌 및 가이도마리촌, 니치부촌, 이시즈미촌 등 4개 촌이 합병하여 다비토촌이 새롭게 설치되었다.
- 1966년 10월 1일 - 다이라시, 우치고시, 이와키시, 나코소시, 조반시, 이와키군 요쓰쿠라정, 도노정, 오가와정, 요시마촌, 미와촌, 다비토촌, 가와마에촌, 후타바군 히사노하마정, 오히사촌 등 14개 시·정·촌(5시 4정 5촌)이 합병하여 이와키시가 신설되고 폐지되었다.